# Zbigniew Horbowy
Zbigniew Horbowy (* 28. Oktober 1935 in Łanczyn; † 17. Juni 2019 in Polanica-Zdrój) war ein polnischer Künstler und Industrie-Designer, Professor am Institut für Keramik und Glas, führender polnischer Glasdesigner. Er war Rektor der Akademie für Bildende Kunst in Wrocław (Breslau) (1999–2005). Schöpfer einer eigenen Designerschule, bekannt als Breslauer Glasdesignerschule, eng verbunden mit Polanica-Zdrój (Altheide Bad, ehem. Grafschaft Glatz) und Niederschlesien.

## Leben
Der Professor ist in Łanczyn (jetzt Rajon Nadwórna, Oblast Iwano-Frankiwsk) in den polnischen Ostgebieten geboren, von Kolomyja siedelte nach dem Zweiten Weltkrieg nach Kargowa (dt. Unruhstadt, vor dem Krieg Landkreis Züllichau-Schwiebus) um. Von einem Freund überredet, begann er ein Studium im Glas-Studio an der Kunsthochschule (Hochschule für Bildende Kunst) in Breslau. Seine Diplomarbeit beendete er im Jahre 1959 in der Glashütte „Sudeten“ in Szczytna (Rückers) bei Polanica-Zdrój. In der gleichen Glashütte arbeitete er zuerst als Glasdesigner. Er verdankt viel den befreundeten Glasmachern, von denen er viel gelernt hat.
Seit 1975 Leiter der Experimentalen Designer-Werkstatt in der Glashütte „Barbara“ in Polanica-Zdrój.
In den Jahren 1978–1989 war er Veranstalter und Kommissar von Glasausstellungen in der Festung Glatz.
Die künstlerische Arbeit in den beiden Glashütten kann als Erfüllung des künstlerischen Lebens betrachtet werden. Es wurde ihm klar, dass ein sinnvolles Produkt eine Einheit von visuellen Konzepten, Technologien und Handwerken ist.
Im Jahre 1965 kehrte er zu seiner Alma Mater (Hochschule) zurück. Die bei der Designerarbeit in den Glashütten gewonnene Erfahrung war ihm sehr nützlich für die Didaktik. Im Jahre 1989 erhielt er einen Professortitel und wurde anfangs Leiter der Glasabteilung und später Prodekan, Dekan, Prorektor und Rektor der Akademie der Bildenden Künste. Dies gab ihm nicht nur große Genugtuung, sondern erforderte von ihm großen intellektuellen und körperlichen Einsatz.
Seine Akademie hat als einzige in Polen wirtschaftlichen Gewinn erzielt und konnte sich aus eigenen Mitteln eigene Gebäude leisten. Das anspruchsvolle Gebäude der Akademie ist mit der modernen Architektur von Breslau sehr verbunden.

Zurzeit lebt er in Polanica-Zdrój und leitet ein eigenes Designer-Studio. Unter anderem erarbeitet er Designerflaschen für polnische alkoholische Getränke.

## Kreativität
Er gilt als Designer, der sich in Polen als einer der ersten Künstler von traditionellen Mustern löste und den Weg für ein neues Denken im Bereich der Glaskunst ebnete. Seine Entwürfe basieren auf einem einfachen Konzept: Wirtschaftlichkeit der Form, sparsame Farbe, souverän, objektive Linie. In vielen Stellungnahmen wird er auch als Reformer des polnischen Designs und der erste „Rasse“-Designer in Polen genannt.

In den Beschreibungen der Arbeiten Horbowys werden das Vergnügen, eine kompakte Form und einfache, sogar grobe Formen zu schaffen, betont. Viel Aufmerksamkeit wird auf die Anwendung technologischer Experimente, verschiedener Farben und Texturen gewidmet, in denen verschiedene Glasmassen miteinander verbunden werden.
Er hat mehr als 30 Einzelausstellungen und mehr als 80 Gruppenausstellungen in Breslau, Warschau, Budapest, Prag, Hradec Králové und Pardubice, Kłodzko, Bremerhaven, Liége, Krakau, Poznań, Belgrad, Sofia, Paris, Wien, Berlin, Dresden, Düsseldorf, Duisburg und Hannover, Stockholm, Moskau und Sofia, Riihimäki beschickt.
Die Werke von Zbigniew Horbowy kann man betrachten: im Museum in Kłodzko unter den Exponaten in der Dauerausstellung der Glas-Kunst, der Galerie für Keramik und Glas in Breslau, und in der Breslauer Philharmonie Fronton, Buntglas-Fenster mit einer Oberfläche 180 m2 in der Kirche von St. Hedwig in Częstochowa, und die Raumkomposition an Wytwórnia Filmów Fabularnych (Filmstudio) im Vier-Kuppel-Pavillon (ein Teil der Ausstellungsgebäuden von Hans Poelzig bei Jahrhunderthalle) in Breslau.
Horbowy ist Gewinner zahlreicher Auszeichnungen, unter anderem der höchsten kulturellen Auszeichnung in Polen, der Gloria-Artis-Medaille für kulturelle Verdienste in Silber und Gold, dem Preis der Stadt Breslau im Jahr 1978 und der Silbermedaille der polnischen Promotion-Stiftung. Im September 2019 wurde ihm den Kulturpreis Schlesien des Landes Niedersachsen (post mortem) verliehen.